# Metschnikowia
Metschnikowia (лат.) — род обыкновенных губок (Demospongiae), единственный в составе семейства Metschnikowiidae из отряда солоноватоводных и пресноводных Spongillida. Каспийское море. 

## Распространение
Каспийское море (Карабугас, Баку). Обычны и многочисленны крупные экземпляры в солоноватых водах с соленостью 10—18 промилле, глубина 40 м. На камнях или раковинах.

## Описание
Форма тела изменчива, от толстой корки (15 мм) до шаровидной (диаметр 5 см). Консистенция твердая. Цвет от беловатого до красного. Поверхность с радиальными выдыхательными каналами. Рассеянные оскулы. Подкожные полости в виде выдыхательного канала. Эктосомальный скелет с выступающими вершинами восходящих пауциспикулярных каналов. Личинки свободные, овальные, реснитчатые.

## Систематика
В разное время были описаны несколько видов в составе рода, часть из которых перенесены в другие таксоны (по состоянию на август 2023 года). Океанолог Лев Зенкевич считал, что «...виды рода Metschnikowia, по-видимому, родственны байкальской Baicalospongia и охридской Ochridospongia» (ныне из семейств Любомирскииды и Malawispongiidae, соответственно).
- Metschnikowia tuberculata Grimm, 1877[6].
- Metschnikowia filholi  (Topsent, 1890) (→Haliclona filholi (Topsent, 1890))
- Metschnikowia intermedia  Grimm, 1877 (→Metschnikowia tuberculata Grimm, 1877 (младший синоним)
- Metschnikowia spinispiculum  (Carter, 1876) (→Janulum spinispiculum (Carter, 1876))
- Metschnikowia unispiculum (→Janulum spinispiculum (Carter, 1876))

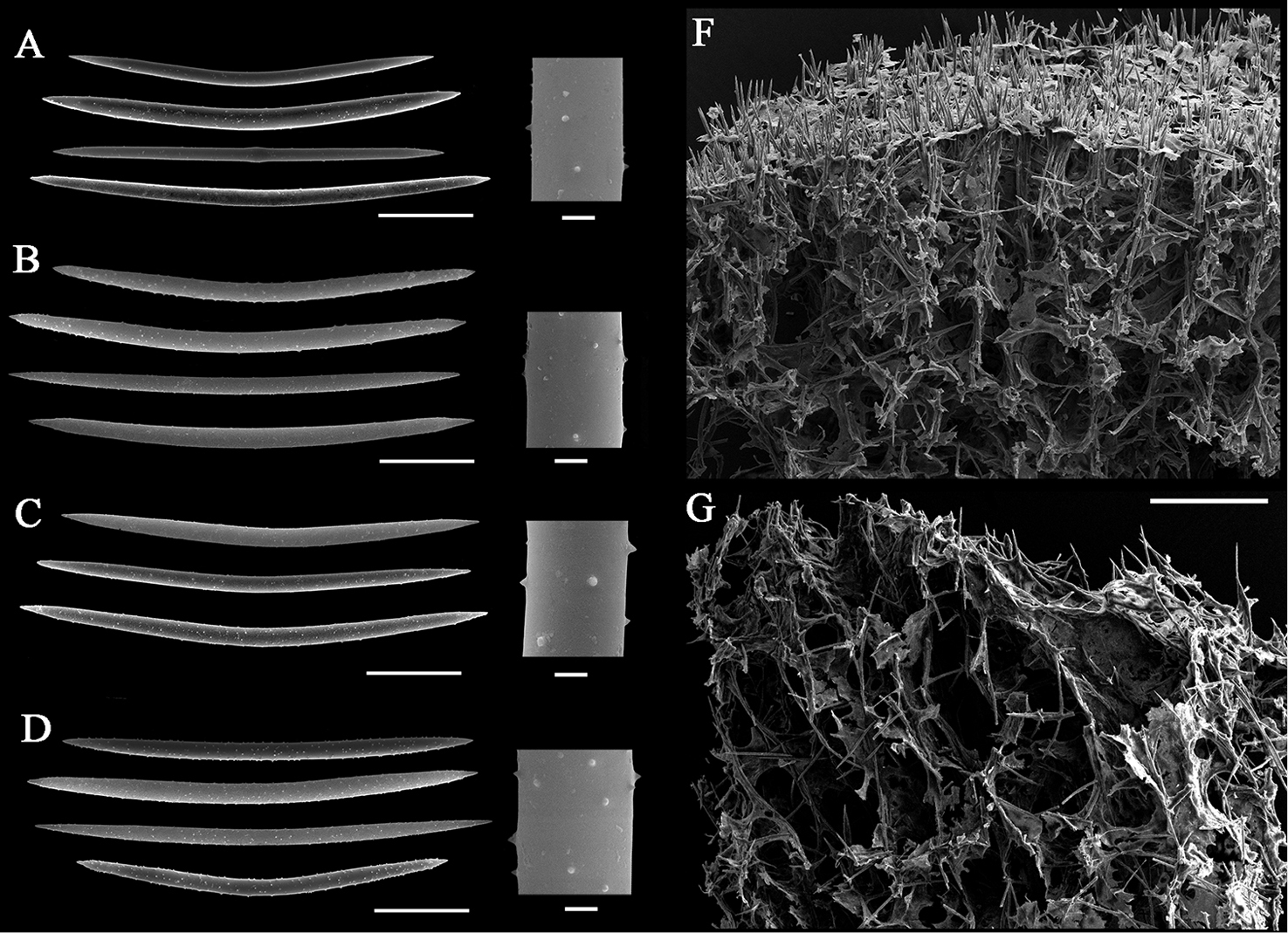
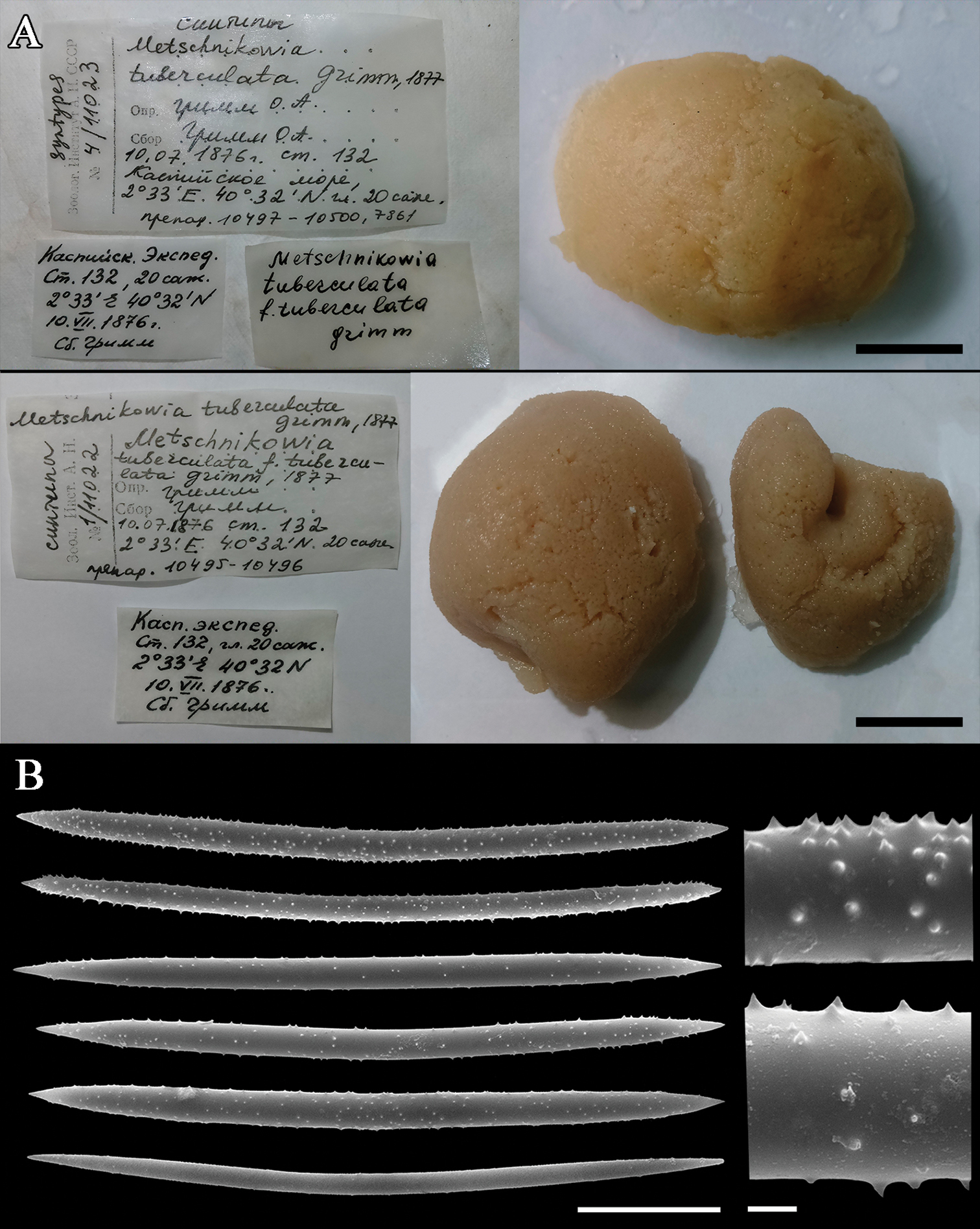